# Белогорск (Амурска област)
Белогорск (рус. Белогорск) град је у Русији у Амурској области. Налази се на Руском далеком истоку, на ријеци Тому, 108 км сјевероисточно од Благовјешченска, недалеко од границе с Кином. Према попису становништва из 2010. у граду је живело 68.220 становника.

## Историја
Белогорск је основан 1860. године као Александровскоје. Пролазак транссибирске пруге 1913. године подстакао је раст насеља, које је године 1926. добило статус града и добило име Александровск. 1931. године преименован је у Краснопартизанск, а 1935. у Кујбишевка-Восточнаја и коначно 1957. у Белогорск.

## Становништво
Према прелиминарним подацима са пописа, у граду је 2010. живело 68.220 становника, 798 (1,18%) више него 2002.
| 1939.  | 1959.  | 1970.  | 1979.  | 1989.  | 2002.  | 2010.  |
| ------ | ------ | ------ | ------ | ------ | ------ | ------ |
| 33.697 | 48.831 | 56.877 | 63.358 | 73.435 | 67.422 | 68.249 |